# The Greyboy Allstars
 (mars 2016).
Si vous disposez d'ouvrages ou d'articles de référence ou si vous connaissez des sites web de qualité traitant du thème abordé ici, merci de compléter l'article en donnant les références utiles à sa vérifiabilité et en les liant à la section « Notes et références ».
The Greyboy Allstars est un groupe de funk/jazz américain originaire de San Diego, créé dans le milieu des années 90. Le groupe naît d'une collaboration de DJ Greyboy avec Karl Denson (en) durant leur spectacle hebdomadaire au Green Circle Bar de San Diego et les albums de DJ Greyboy Home Cooking et Freestylin. Ensemble, ils ont peu à peu créé un groupe de musique rassemblant Robert Walter, Chris Stillwell, Elgin Park (pseudonyme du guitariste Michael Andrews) et Zak Najor.